# Чехословацька народна армія

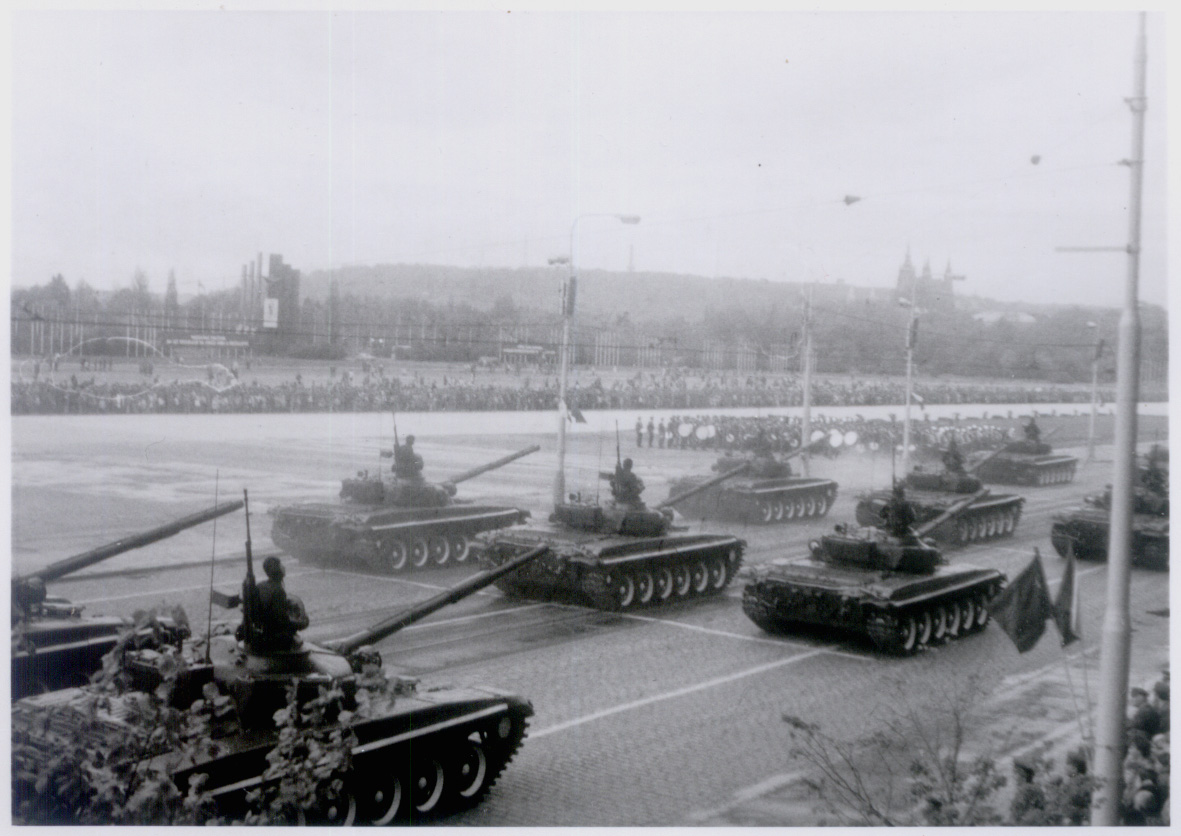
Танковий парад у Празі на День Перемоги, 9 травня 1985 р.

Чехословацька народна армія (чеськ. Československá lidová armáda, словац. Československá ľudová armáda, скорочено: ČSLA) — назва контрольованих Комуністичною партією Чехословаччини збройних сил Чехословацької Соціалістичної Республіки з 1954 до 1990 року. До їх складу входили повітряні сили, ВМС (до 1959 року) і війська ППО.
Армія була однією з найпотужніших у Східному блоці.

## Історія
Після захоплення комуністами влади в Чехословаччині її армія, зазнавши радянізації, 1954 року офіційно почала називатися Чехословацькою народною армією. 1955 року вона ввійшла до Збройних Сил Організації Варшавського Договору. В мирний час налічувала близько 200 тисяч військовослужбовців. З огляду на співвідношення з чисельністю населення це була друга найсильніша армія після радянської. Чехословаччина витрачала на армію до 17,5% ВВП. Попри це армія не вчинила опору вторгненню, влаштованому Радянським Союзом 1968 року у відповідь на «Празьку весну», а після відновлення комуністичного режиму в Празі була реорганізована радянською стороною. З приблизно 201 000 осіб, що перебували на дійсній службі станом на 1987 рік, близько 145 000 (приблизно 72 %) служили у сухопутних військах, які зазвичай називаються просто армією. Близько 100 000 з них були призовниками. Діяли два військові округи — Західний і Східний. Список військ 1989 року засвідчує дві чехословацькі армії на заході: 1-ша армія з однією танковою і трьома мотострілецькими дивізіями, 4-та армія у Пісеку з двома танковими і двома мотострілецькими дивізіями. Східний військовий округ налічував дві танкові дивізії: 13-ту і 14-ту, зі штабом у Тренчині на словацькій частині держави. Під час холодної війни армія була оснащена здебільшого радянським озброєнням, хоча деякі види зброї, як-от бронетранспортер OT-64 SKOT, літаки L-29 Delfín і L-39 Albatros, протитанкова ракетна установка P-27 Pancéřovka були вітчизняного виробництва.
14 березня 1990 року у світлі подій Оксамитової революції з назви армії вилучили означення «народна», тим самим повернувши їй стару назву. 1 січня 1993 року, після розпаду Чехословаччини, її розформували шляхом поділу на теперішні Армію Чеської Республіки та Збройні сили Словаччини.